# Каньяс, Роджер
Ро́джер Ка́ньяс Эна́о (исп. Roger Cañas Henao; род. 27 марта 1990[…], Медельин) — колумбийский футболист, полузащитник.

## Биография
Роджер начал карьеру в колумбийском клубе «Индепендьенте Медельин». Став чемпионом Колумбии в 2009 году, игрок решил попробовать себя за границей.
В 2010 году был близок к переходу в «Удинезе». Но из-за сокращения в Италии количества легионеров перед началом чемпионата, футболисту пришлось искать другой вариант продолжения карьеры в Европе. Таким вариантом оказался футбольный латвийский клуб «Транзит», за который колумбиец провёл 4 матча и забил 1 гол.
В июле 2010 года перешёл в новосибирскую «Сибирь». В чемпионате России дебютировал 2 августа 2010 года в матче «Томь» — «Сибирь». Но за весь сезон не забил ни одного гола и в августе 2011 года был отдан в аренду польской «Ягеллонии» на год с правом выкупа. Но в итоге отметился лишь в Кубке Польши, не проведя ни одного матча чемпионата страны.
26 января 2012 года стало официально известно, что Роджер будет играть за казахстанскую команду «Шахтёр». Находившийся в зимнее межсезонье в Турции на сборах футболист понравился главному тренеру карагандинской команды Виктору Кумыкову. Каньяс неплохо показал себя и в чемпионате Казахстана, оформив хет-трик в 4-м туре в ворота «Жетысу». И стал с «Шахтёром» чемпионом Казахстана 2012 года. В следующем сезоне клуб занял только 4 место, но зато выиграл в марте Суперкубок Казахстана 2013 и в ноябре Кубок Казахстана 2013.
11 декабря 2013 года стало известно, что футболист переходит в донецкий «Металлург». После нескольких товарищеских игр в составе новой команды Каньяс прошёл медицинское обследование. После чего врач донецкой команды Дмитрий Лисицын объявил, что колумбийский хавбек покинет клуб из-за наличия всего одной почки. И футболист был вынужден вернуться в Караганду.
В феврале 2014 года Каньяс подписал двухлетний контракт со столичной «Астаной». И внёс солидный вклад в первое чемпионство клуба в сезоне 2014 года, сыграв больше всех в команде — 30 матчей и забив 3 гола.
В 2015 году после выигрыша 1 марта Суперкубка Казахстана в составе ФК «Астана» дебютировал в групповом этапе Лиги чемпионов. По итогам первенства 2015 года вместе с «Астаной» снова стал чемпионом Казахстана, проведя 30 игр и забив 8 голов.
В августе 2016 года, став капитаном «Астаны», Каньяс впервые прошёл с командой в групповой этап Лиги Европы и продлил свой контракт до конца 2018 года. В ноябре 2016 в третий раз подряд стал с «Астаной» чемпионом Казахстана, но за 31 игру забил всего один гол. 19 ноября в снегопад выиграл с «Астаной» Кубок Казахстана по футболу 2016 у вечного соперника «Кайрата».
Однако в январе 2017 года был отправлен на 4 месяца в аренду в кипрский АПОЭЛ — бессменный чемпион Кипра последних трёх лет, и там помог клубу из Никосии снова стать чемпионом.
В июне Каньяс вернулся в Казахстан, но «Астана» расторгла с 27-летним полузащитником контракт и он подписал договор до конца года с клубом из Шымкента «Ордабасы» и завоевал с ним бронзовую медаль чемпионата Казахстана 2017.
В феврале 2018 года Каньяс подписал контракт до лета с белорусским клубом «Шахтёр» (Солигорск).
В феврале 2019 года снова вернулся в Казахстан, чтобы выступать за «Иртыш» (Павлодар) .

## Достижения
«Индепендьенте»
- Чемпион Колумбии 2009

«Шахтёр»
- Чемпион Казахстана: 2012
- Обладатель Кубка Казахстана: 2013
- Обладатель Суперкубка Казахстана: 2013

«Астана»
- Чемпион Казахстана (3): 2014, 2015, 2016
- Обладатель Суперкубка Казахстана: 2015
- Обладатель Кубка Казахстана: 2016

АПОЭЛ
- Чемпион Кипра: 2016/17

«Ордабасы»
- Бронзовый призёр чемпионата Казахстана: 2017

## Личная жизнь
Родился в обычной колумбийской семье. Отец — экскаваторщик, мать — домохозяйка, был единственным ребёнком в семье. Лучший друг Каньяса — Хуан Куадрадо. Вместе начинали профессиональную карьеру, но из-за введённого лимита на легионеров в Италии Роджер Каньяс не смог остаться в «Удинезе». Сейчас вместе с женой Марселой, дочкой Лусианой (2010) и сыном Мартином (2015) живёт в Караганде.

## Статистика
| Клуб                   | Сезон            | Лига             | Лига  | Лига | Кубки  | Кубки | Кубки | Конт.турниры | Конт.турниры | Конт.турниры | Прочие | Прочие | Прочие | Всего | Всего |
| Клуб                   | Сезон            | Сорев.           | Матчи | Голы | Сорев. | Матчи | Голы  | Сорев.       | Матчи        | Голы         | Сорев. | Матчи  | Голы   | Матчи | Голы  |
| ---------------------- | ---------------- | ---------------- | ----- | ---- | ------ | ----- | ----- | ------------ | ------------ | ------------ | ------ | ------ | ------ | ----- | ----- |
| Индепендьенте Медельин | 2008             | ЧКол             | 2     | 0    | ККол   | ?     | ?     | -            | -            | -            | -      | -      | -      | 2     | 0     |
| Индепендьенте Медельин | 2009             | ЧКол             | 27    | 0    | ККол   | ?     | ?     | КЛ           | 4            | 0            | -      | -      | -      | 31    | 0     |
| Индепендьенте Медельин | Всего            | Всего            | 29    | 0    |        | 0     | 0     |              | 4            | 0            |        | -      | -      | 33    | 0     |
| Транзит                | 2010             | ВЛЛ              | 4     | 1    | КЛ     | 0     | 0     | -            | -            | -            | -      | -      | -      | 4     | 1     |
| Транзит                | Всего            | Всего            | 4     | 1    |        | 0     | 0     |              | -            | -            |        | -      | -      | 4     | 1     |
| Сибирь (Новосибирск)   | 2010             | ЧР               | 14    | 0    | КР     | 1     | 0     | ЛЕ           | 2            | 0            | -      | -      | -      | 17    | 0     |
| Сибирь (Новосибирск)   | 2011/12          | ПФНЛ             | 7     | 0    | КР     | 1     | 0     | -            | -            | -            | -      | -      | -      | 8     | 0     |
| Сибирь (Новосибирск)   | Всего            | Всего            | 21    | 0    |        | 2     | 0     |              | 2            | 0            |        | -      | -      | 25    | 0     |
| Ягеллония              | 2011/12          | ЧП               | 0     | 0    | КП     | 1     | 0     | -            | -            | -            | -      | -      | -      | 1     | 0     |
| Ягеллония              | Всего            | Всего            | 0     | 0    |        | 1     | 0     |              | -            | -            |        | -      | -      | 1     | 0     |
| Шахтёр (Караганда)     | 2012             | ЧКаз             | 26    | 3    | ККаз   | 4     | 0     | ЛЧ           | 2            | 0            | СК     | 1      | 0      | 33    | 4     |
| Шахтёр (Караганда)     | 2013             | ЧКаз             | 26    | 4    | ККаз   | 4     | 0     | ЛЧ+ЛЕ        | 6+6          | 0+2          | СК     | 1      | 0      | 43    | 6     |
| Шахтёр (Караганда)     | Всего            | Всего            | 52    | 7    |        | 8     | 1     |              | 14           | 2            |        | 2      | 0      | 76    | 10    |
| Астана                 | 2014             | ЧКаз             | 30    | 3    | ККаз   | 2     | 0     | ЛЕ           | 7            | 1            | -      | -      | -      | 39    | 4     |
| Астана                 | 2015             | ЧКаз             | 30    | 8    | ККаз   | 2     | 0     | ЛЕ           | 10           | 2            | -      | 1      | 0      | 43    | 10    |
| Астана                 | 2016             | ЧКаз             | 31    | 1    | ККаз   | 2     | 0     | ЛЕ           | 11           | 0            | -      | 1      | 0      | 45    | 1     |
| Астана                 | Всего            | Всего            | 91    | 12   |        | 6     | 0     |              | 28           | 3            |        | 2      | 0      | 127   | 15    |
| АПОЭЛ                  | 2016/17          | ЧК               | 9     | 1    | -      | -     | -     | -            | -            | -            | -      | -      | -      | 9     | 1     |
| АПОЭЛ                  | Всего            | Всего            | 9     | 1    |        | -     | -     |              | -            | -            |        | -      | -      | 9     | 1     |
| Ордабасы               | 2017             | ЧКаз             | 12    | 0    | -      | -     | -     | -            | -            | -            | -      | -      | -      | 12    | 0     |
| Ордабасы               | Всего            | Всего            | 12    | 0    |        | -     | -     |              | -            | -            |        | -      | -      | 12    | 0     |
| Всего за карьеру       | Всего за карьеру | Всего за карьеру | 189   | 21   |        | 17    | 1     |              | 44           | 5            |        | 4      | 0      | 254   | 28    |